# ジェフ・バクスター
ジェフ・バクスター（Jeff "Skunk" Baxter、1948年12月13日 - ）は、アメリカ合衆国出身のギタリスト、軍事アナリスト。愛称はスカンク。ロックからジャズ、カントリーまで幅広い演奏スタイルを持つ。
共和党員で、アメリカ国防総省の軍事顧問を務める。

## 略歴
ワシントンD.C.出身。1968年、アルティメット・スピナッチに参加。脱退後はボストンでセッション・ギタリストとして活動する。この時期にウォルター・ベッカー、ドナルド・フェイゲンと知り合い、その縁で1972年、スティーリー・ダンの結成に加わった。
スティーリー・ダンでは幅広い音楽的素養を発揮してバンドの音楽的表現の幅を広げたが、やがて目指すべき音楽的方向性の違いや、コンサート活動を嫌うとともに、レコーディングでも外部のセッション・ミュージシャンを重用するようになったベッカー、フェイゲンとの間に軋轢が生じる等の問題が顕著になり、1974年にスティーリー・ダンを脱退。その後、かつてゲスト参加した事がきっかけでバンドメンバーと親交を深めていたドゥービー・ブラザーズへ加入。トム・ジョンストン、パトリック・シモンズに続く三人目のギタリストとして活躍する。更に、スティーリー・ダンのツアー・メンバーだったマイケル・マクドナルドも後にバクスターの誘いでドゥービー・ブラザーズへ加入する。
しかし、マクドナルド加入以降、それまでバンドの中心的存在だったジョンストンの脱退もあって、その音楽性はより洗練された方向へ転換。やがてマクドナルドが主導権を握り大成功を収めるが、バクスターはロック色が薄れてしまったことに失望して、1979年、ドゥービー・ブラザーズを脱退した。
その後は主にセッション・ミュージシャンとしての活動を続けていたが、1980年代半ば、当時の最先端の録音機材を研究しているうちに、コンピュータのハードウェアやソフトウェア、特に軍事用に開発されたデータ圧縮アルゴリズムや大容量記憶装置などの軍事技術に興味を持つようになる。当時近所にサイドワインダーミサイルの開発に携わっていた元技術者が住んでおり、『アビエーションウィーク＆スペーステクノロジー』の定期購読を紹介された事をきっかけに、独学で軍事技術やミサイル防衛システムの専門知識を学ぶようになり、軍事アナリストとしての活動も始める。
1990年、キース・エマーソン（キーボード）、ジョン・エントウィッスル（ベース・ギター）、ジョー・ウォルシュ（ギター）、サイモン・フィリップス（ドラムス）と結成したザ・ベストのメンバーとして来日。
2001年にアメリカ国防総省の軍事顧問に就任。アメリカ同時多発テロ事件やイラク戦争で忙しい合間を縫って音楽活動も続けている。2005年にはNASAの有人探査部門の諮問委員に就任した。
セッションギタリストとしての技量もさることながら、音楽プロデューサーとしての手腕も高い。アースシェイカーのヴォーカリスト、MARCY（西田昌史）のソロアルバムや、ザ・ベンチャーズなど、ジャンルを問わず多岐に渡ってプロデュースを手がけている。
また、ギターを始めるきっかけを与えてくれたザ・ベンチャーズのアルバムにも度々参加していることで有名である。
1976年以降、現在までステージ上では椅子に座って演奏するスタイルを続けている。